# راپهورن
راپهورن (به لاتین: Rappehorn) یک کوه در سوئیس است که در کانتون وله واقع شده‌است. راپهورن ۳٬۱۵۸ متر بالاتر از سطح دریا واقع شده‌است.